# UEFA Women's Cup 2002-2003
La UEFA Women's Cup 2002-2003 è stata la seconda edizione del torneo europeo femminile di calcio per club UEFA Women's Cup, destinato alle formazioni vincitrici dei massimi campionati nazionali d'Europa. Il torneo è stato vinto dalle svedesi dell'Umeå IK nella doppia finale contro le danesi del Fortuna Hjørring.

## Formato
Partecipano al torneo 2002-2003 un totale di 35 squadre provenienti da 35 diverse federazioni affiliate alla UEFA.
Il torneo si compone di tre fasi: qualificazioni, fase a gironi, fase ad eliminazione diretta. Alle qualificazioni partecipano le squadre appartenenti alle quattro federazioni con il ranking UEFA più basso. La squadra vincente il girone di qualificazione accede alla fase a gironi, dove le 32 squadre sono state raggruppate in 8 gruppi da 4 squadre ciascuno. In ogni gruppo le squadre giocano una contro l'altra in un mini-torneo all'italiana, ospitato da una delle quattro squadre. Le otto vincitrici dei gironi acquisiscono il diritto di accedere alla fase ad eliminazione diretta. I quarti di finale e le semifinali si giocano con partite di andata e ritorno. A differenza dell'edizione precedente la finale si gioca in partite di andata e di ritorno.
| Turno          | Andata                            | Ritorno                           |
| -------------- | --------------------------------- | --------------------------------- |
| Qualificazioni | dal 29 agosto al 2 settembre 2002 | dal 29 agosto al 2 settembre 2002 |
| Fase a gironi  | dal 25 al 29 settembre 2002       | dal 25 al 29 settembre 2002       |
| Quarti         | 30 ottobre-3 novembre 2002        | 28-30 novembre 2002               |
| Semifinali     | 5-6 aprile 2003                   | 27 aprile 2003                    |
| Finale         | 9 giugno 2003                     | 21 giugno 2003                    |

## Squadre partecipanti
Rispetto all'edizione 2001-2002 le federazioni calcistiche di Estonia, Irlanda, Romania, Azerbaigian, Irlanda del Nord e Cipro hanno iscritto la squadra campione del rispettivo campionato nazionale. A queste sei aggiunte si contrappone l'assenza delle squadre rappresentanti Ucraina, Bulgaria, Armenia e Slovacchia.
| Fase a gironi             | Fase a gironi                | Fase a gironi        | Fase a gironi  |
| ------------------------- | ---------------------------- | -------------------- | -------------- |
| 1. FFC Francoforte (DT)   | Umeå IK                      | Tolosa               | HJK            |
| Trondheims-Ørn            | Arsenal                      | Fortuna Hjørring     | CSK VVS Samara |
| Bobruichanka              | Levante UD                   | Lazio                | Saestum        |
| Sparta Praga              | Mašinac                      | Sursee               | Kilmarnock     |
| KSC Eendracht Aalst       | PAOK                         | 1. FC Femina         | KÍ Klaksvík    |
| FC Codru Chişinău         | K.Ś. A.Z.S. Wrocław          | 1º Dezembro          | Osijek         |
| Innsbrucker A.C.-F.C.T.L. | T.K.S.K. Visa Tallinn        | Shamrock Rovers      | Breiðablik     |
| Maccabi Haifa             | Bangor City                  | Regal Bucureşti      |                |
| Qualificazioni            |                              |                      |                |
| Gömrükçü Baku             | Lisburn Distillery Predators | ŽNK Škale-Mila-Krško | Lefkothea      |

## Qualificazioni
Le partite del girone di qualificazione sono state ospitate da una delle quattro squadre, indicata in corsivo.
| Pos. | Squadra                      | Pt | G | V | N | P | GF | GS | DR  |
| ---- | ---------------------------- | -- | - | - | - | - | -- | -- | --- |
| 1.   | Gömrükçü Baku                | 9  | 3 | 3 | 0 | 0 | 19 | 0  | +19 |
| 2.   | Lisburn Distillery Predators | 6  | 3 | 2 | 0 | 1 | 4  | 7  | -3  |
| 3.   | ŽNK Škale-Mila-Krško         | 3  | 3 | 1 | 0 | 2 | 9  | 5  | +4  |
| 4.   | Lefkothea                    | 0  | 3 | 0 | 0 | 3 | 0  | 20 | -20 |

| 29 agosto 2002   | ŽNK Škale-Mila-Krško         | 9 - 0 | Lefkothea                    | Velenje |
| 29 agosto 2002   | Gömrükçü Baku                | 7 - 0 | Lisburn Distillery Predators | Velenje |
| 31 agosto 2002   | Lisburn Distillery Predators | 1 - 0 | ŽNK Škale-Mila-Krško         | Velenje |
| 31 agosto 2002   | Gömrükçü Baku                | 8 - 0 | Lefkothea                    | Velenje |
| 2 settembre 2002 | Gömrükçü Baku                | 4 - 0 | ŽNK Škale-Mila-Krško         | Velenje |
| 2 settembre 2002 | Lisburn Distillery Predators | 3 - 0 | Lefkothea                    | Velenje |

## Fase a gironi
Le partite di ciascun raggruppamento sono state ospitate da una delle quattro squadre, indicata in corsivo.

### Gruppo 1
| Pos. | Squadra               | Pt | G | V | N | P | GF | GS | DR  |
| ---- | --------------------- | -- | - | - | - | - | -- | -- | --- |
| 1.   | Umeå IK               | 9  | 3 | 3 | 0 | 0 | 17 | 1  | +16 |
| 2.   | Sparta Praga          | 6  | 3 | 2 | 0 | 1 | 11 | 6  | +5  |
| 3.   | KÍ Klaksvík           | 3  | 3 | 1 | 0 | 2 | 2  | 11 | -9  |
| 4.   | T.K.S.K. Visa Tallinn | 0  | 3 | 0 | 0 | 3 | 0  | 12 | -12 |

| 25 settembre 2002 | Umeå IK           | 7 - 0 | KÍ Klaksvík       | Umeå |
| 25 settembre 2002 | Sparta Praga      | 6 - 0 | TKSK Visa Tallinn | Umeå |
| 27 settembre 2002 | TKSK Visa Tallinn | 0 - 4 | Umeå IK           | Umeå |
| 27 settembre 2002 | Sparta Praga      | 4 - 0 | KÍ Klaksvík       | Umeå |
| 29 settembre 2002 | Umeå IK           | 6 - 1 | Sparta Praga      | Umeå |
| 29 settembre 2002 | KÍ Klaksvík       | 2 - 0 | TKSK Visa Tallinn | Umeå |

### Gruppo 2
| Pos. | Squadra       | Pt | G | V | N | P | GF | GS | DR  |
| ---- | ------------- | -- | - | - | - | - | -- | -- | --- |
| 1.   | Tolosa        | 7  | 3 | 2 | 1 | 0 | 11 | 1  | +10 |
| 2.   | Lazio         | 7  | 3 | 2 | 1 | 0 | 11 | 3  | +8  |
| 3.   | 1. FC Femina  | 3  | 3 | 1 | 0 | 2 | 6  | 6  | 0   |
| 4.   | Maccabi Haifa | 0  | 3 | 0 | 0 | 3 | 0  | 18 | -18 |

| 25 settembre 2002 | Tolosa       | 1 - 0 | 1. FC Femina  | Roma |
| 25 settembre 2002 | Lazio        | 5 - 0 | Maccabi Haifa | Roma |
| 27 settembre 2002 | 1. FC Femina | 4 - 0 | Maccabi Haifa | Roma |
| 27 settembre 2002 | Lazio        | 1 - 1 | Tolosa        | Roma |
| 29 settembre 2002 | Tolosa       | 9 - 0 | Maccabi Haifa | Roma |
| 29 settembre 2002 | Lazio        | 5 - 2 | 1. FC Femina  | Roma |

### Gruppo 3
| Pos. | Squadra            | Pt | G | V | N | P | GF | GS | DR  |
| ---- | ------------------ | -- | - | - | - | - | -- | -- | --- |
| 1.   | 1. FFC Francoforte | 9  | 3 | 3 | 0 | 0 | 17 | 1  | +16 |
| 2.   | Mašinac            | 6  | 3 | 2 | 0 | 1 | 10 | 3  | +7  |
| 3.   | Shamrock Rovers    | 3  | 3 | 1 | 0 | 2 | 5  | 12 | -7  |
| 4.   | Osijek             | 0  | 3 | 0 | 0 | 3 | 1  | 17 | -16 |

| 25 settembre 2002 | 1. FFC Francoforte | 2 - 0 | Mašinac            | Niš |
| 25 settembre 2002 | Osijek             | 1 - 3 | Shamrock Rovers    | Niš |
| 27 settembre 2002 | 1. FFC Francoforte | 8 - 0 | Osijek             | Niš |
| 27 settembre 2002 | Mašinac            | 4 - 1 | Shamrock Rovers    | Niš |
| 29 settembre 2002 | Shamrock Rovers    | 1 - 7 | 1. FFC Francoforte | Niš |
| 29 settembre 2002 | Mašinac            | 6 - 0 | Osijek             | Niš |

### Gruppo 4
| Pos. | Squadra             | Pt | G | V | N | P | GF | GS | DR  |
| ---- | ------------------- | -- | - | - | - | - | -- | -- | --- |
| 1.   | HJK                 | 9  | 3 | 3 | 0 | 0 | 10 | 0  | +10 |
| 2.   | Sursee              | 6  | 3 | 2 | 0 | 1 | 2  | 0  | +2  |
| 3.   | K.Ś. A.Z.S. Wrocław | 3  | 3 | 1 | 0 | 2 | 6  | 6  | 0   |
| 4.   | Bangor City         | 0  | 3 | 0 | 0 | 3 | 3  | 15 | -12 |

| 25 settembre 2002 | HJK Helsinki        | 2 - 0 | K.Ś. A.Z.S. Wrocław | Breslavia |
| 25 settembre 2002 | Sursee              | 1 - 0 | Bangor City         | Breslavia |
| 27 settembre 2002 | HJK Helsinki        | 8 - 0 | Bangor City         | Breslavia |
| 27 settembre 2002 | Sursee              | 1 - 0 | K.Ś. A.Z.S. Wrocław | Breslavia |
| 29 settembre 2002 | Sursee              | 0 - 0 | HJK Helsinki        | Breslavia |
| 29 settembre 2002 | K.Ś. A.Z.S. Wrocław | 6 - 3 | Bangor City         | Breslavia |

### Gruppo 5
| Pos. | Squadra         | Pt | G | V | N | P | GF | GS | DR  |
| ---- | --------------- | -- | - | - | - | - | -- | -- | --- |
| 1.   | Trondheims-Ørn  | 9  | 3 | 3 | 0 | 0 | 18 | 0  | +18 |
| 2.   | Saestum         | 6  | 3 | 2 | 0 | 1 | 10 | 3  | +7  |
| 3.   | Regal Bucureşti | 3  | 3 | 1 | 0 | 2 | 3  | 6  | -3  |
| 4.   | PAOK            | 0  | 3 | 0 | 0 | 3 | 1  | 23 | -22 |

| 25 settembre 2002 | Trondheims-Ørn  | 2 - 0  | Saestum         | Salonicco |
| 25 settembre 2002 | PAOK            | 0 - 3  | Regal Bucureşti | Salonicco |
| 27 settembre 2002 | Trondheims-Ørn  | 12 - 0 | PAOK            | Salonicco |
| 27 settembre 2002 | Saestum         | 2 - 0  | Regal Bucureşti | Salonicco |
| 29 settembre 2002 | Regal Bucureşti | 0 - 4  | Trondheims-Ørn  | Salonicco |
| 29 settembre 2002 | Saestum         | 8 - 1  | PAOK            | Salonicco |

### Gruppo 6
| Pos. | Squadra           | Pt | G | V | N | P | GF | GS | DR  |
| ---- | ----------------- | -- | - | - | - | - | -- | -- | --- |
| 1.   | Fortuna Hjørring  | 9  | 3 | 3 | 0 | 0 | 17 | 0  | +17 |
| 2.   | Bobruichanka      | 6  | 3 | 2 | 0 | 1 | 9  | 5  | +4  |
| 3.   | Breiðablik        | 3  | 3 | 1 | 0 | 2 | 4  | 12 | -8  |
| 4.   | FC Codru Chişinău | 0  | 3 | 0 | 0 | 3 | 0  | 13 | -13 |

| 25 settembre 2002 | Fortuna Hjørring  | 5 - 0 | FC Codru Chişinău | Babrujsk |
| 25 settembre 2002 | Bobruichanka      | 3 - 2 | Breiðablik        | Babrujsk |
| 27 settembre 2002 | Breiðablik        | 0 - 9 | Fortuna Hjørring  | Babrujsk |
| 27 settembre 2002 | Bobruichanka      | 6 - 0 | FC Codru Chişinău | Babrujsk |
| 29 settembre 2002 | Fortuna Hjørring  | 3 - 0 | Bobruichanka      | Babrujsk |
| 29 settembre 2002 | FC Codru Chişinău | 0 - 2 | Breiðablik        | Babrujsk |

### Gruppo 7
| Pos. | Squadra             | Pt | G | V | N | P | GF | GS | DR  |
| ---- | ------------------- | -- | - | - | - | - | -- | -- | --- |
| 1.   | Arsenal             | 9  | 3 | 3 | 0 | 0 | 15 | 1  | +14 |
| 2.   | Levante UD          | 6  | 3 | 2 | 0 | 1 | 11 | 3  | +8  |
| 3.   | Gömrükçü Baku       | 3  | 3 | 1 | 0 | 2 | 9  | 8  | +1  |
| 4.   | KSC Eendracht Aalst | 0  | 3 | 0 | 0 | 3 | 0  | 23 | -23 |

| 25 settembre 2002 | Arsenal Ladies      | 6 - 0 | Gömrükçü Baku       | Londra |
| 25 settembre 2002 | KSC Eendracht Aalst | 0 - 8 | Levante UD          | Londra |
| 27 settembre 2002 | Levante UD          | 1 - 2 | Arsenal Ladies      | Londra |
| 27 settembre 2002 | KSC Eendracht Aalst | 0 - 8 | Gömrükçü Baku       | Londra |
| 29 settembre 2002 | Arsenal Ladies      | 7 - 0 | KSC Eendracht Aalst | Londra |
| 29 settembre 2002 | Levante UD          | 2 - 1 | Gömrükçü Baku       | Londra |

### Gruppo 8
| Pos. | Squadra                   | Pt | G | V | N | P | GF | GS | DR |
| ---- | ------------------------- | -- | - | - | - | - | -- | -- | -- |
| 1.   | CSK VVS Samara            | 7  | 3 | 2 | 1 | 0 | 7  | 0  | +7 |
| 2.   | 1º Dezembro               | 6  | 3 | 2 | 0 | 1 | 4  | 4  | 0  |
| 3.   | Kilmarnock                | 4  | 3 | 1 | 1 | 1 | 4  | 3  | +1 |
| 4.   | Innsbrucker A.C.-F.C.T.L. | 0  | 3 | 0 | 0 | 3 | 2  | 10 | -8 |

| 25 settembre 2002 | CSK VVS Samara | 0 - 0 | Kilmarnock          | Innsbruck |
| 25 settembre 2002 | 1º Dezembro    | 2 - 1 | Innsbrucker AC-FCTL | Innsbruck |
| 27 settembre 2002 | CSK VVS Samara | 4 - 0 | Innsbrucker AC-FCTL | Innsbruck |
| 27 settembre 2002 | Kilmarnock     | 0 - 2 | 1º Dezembro         | Innsbruck |
| 29 settembre 2002 | 1º Dezembro    | 0 - 3 | CSK VVS Samara      | Innsbruck |
| 29 settembre 2002 | Kilmarnock     | 4 - 1 | Innsbrucker AC-FCTL | Innsbruck |

## Quarti di finale
| Squadra 1      | Totale | Squadra 2          | Andata | Ritorno |
| -------------- | ------ | ------------------ | ------ | ------- |
| Umeå IK        | 2 – 0  | Tolosa             | 2 – 0  | 0 – 0   |
| HJK            | 0 – 10 | 1. FFC Francoforte | 0 – 2  | 0 – 8   |
| Trondheims-Ørn | 2 – 3  | Fortuna Hjørring   | 2 – 2  | 0 – 1   |
| CSK VVS Samara | 1 – 3  | Arsenal            | 0 – 2  | 1 – 1   |

### Andata
| Arbitro: | Ari Hänninen |

|                          |           |                       |
| Pedersen 68’ Rønning 86’ | Marcatori | 42’ Bonde 67’ Gajhede |

| Arbitro: | Geja Mulder |

|  |           |                               |
|  | Marcatori | 5’ (aut.) Petko 14’ MacDonald |

| Arbitro: | Claudine Brohet |

|  |           |                      |
|  | Marcatori | 31’ Kliehm 64’ Jones |

| Arbitro: | Carolina Domenech Ceballos |

|                             |           |  |
| Dahlqvist 41’ Ljungberg 49’ | Marcatori |  |

### Ritorno
| Arbitro: | Lale Orta |

|           |           |              |
| Maggs 17’ | Marcatori | 26’ Kremleva |

| Tolosa 29 novembre 2002, ore 20:00 CET | Tolosa                   | 0 – 0 referto | Umeå IK | Stadium Municipal\| Arbitro: \| Floarea Cristina Ionescu \| |
| Arbitro:                               | Floarea Cristina Ionescu |               |         |                                                             |

| Arbitro: | Alexandra Ihringova |

|                                                                                          |           |  |
| Woock 13’, 32’ Prinz 15’, 17’, 25’ Lingor 30’ (rig.) P. Wunderlich 50’ (rig.) Affeld 67’ | Marcatori |  |

| Arbitro: | Anna De Toni |

|            |           |  |
| Forman 70’ | Marcatori |  |

## Semifinali
| Squadra 1        | Totale | Squadra 2          | Andata | Ritorno         |
| ---------------- | ------ | ------------------ | ------ | --------------- |
| Umeå IK          | 2 - 2  | 1. FFC Francoforte | 1 - 1  | 1 - 1 (7-6 dcr) |
| Fortuna Hjørring | 8 - 2  | Arsenal            | 3 - 1  | 5 - 1           |

### Andata
| Arbitro: | Bente Skogvang |

|                |           |                  |
| Nordbrandt 64’ | Marcatori | 5’ P. Wunderlich |

| Arbitro: | Christine Frai |

|                                |           |           |
| Black 42’ Forman 49’ Bonde 66’ | Marcatori | 68’ Banks |

### Ritorno
| Arbitro: | Nicole Petignat |

|                                                                                 |                      |                                                                                  |
| Lingor 90’                                                                      | Marcatori            | 30’ Lindqvist                                                                    |
| Lingor P. Wunderlich Weichelt Woock Wissink Künzer T. Wunderlich Hansen Barucha | Tiri di rigore 6 – 7 | Moström Dahlqvist Ljungberg Eriksson Lundgren Runesson Östberg Valkonen Marklund |

| Arbitro: | Maria Persson |

|           |           |                                                                         |
| Banks 68’ | Marcatori | 6’ B. Christensen 47’ (rig.), 61’ Bonde 63’ Black 90’ M. K. Christensen |

## Finale
| Squadra 1 | Totale | Squadra 2        | Andata | Ritorno |
| --------- | ------ | ---------------- | ------ | ------- |
| Umeå IK   | 7 – 1  | Fortuna Hjørring | 4 – 1  | 3 – 0   |

### Andata
| Arbitro: | Elke Günthner |

|                                            |           |            |
| Ljungberg 40’, 49’ Östberg 53’ Kalmari 63’ | Marcatori | 21’ Madsen |

### Ritorno
| Arbitro: | Wendy Toms |

|  |           |                                             |
|  | Marcatori | 4’ (rig.) Moström 35’ Kalmari 71’ Ljungberg |

## Statistiche

### Classifica marcatrici
| Gol |  |  | Giocatore       | Squadra            |
| --- |  |  | --------------- | ------------------ |
| 10  |  |  | Hanna Ljungberg | Umeå IK            |
| 6   |  |  | Heidi Pedersen  | Trondheims-Ørn     |
| 6   |  |  | Birgit Prinz    | 1. FFC Francoforte |
| 6   |  |  | Christina Bonde | Fortuna Hjørring   |
| 5   |  |  | Pia Wunderlich  | 1. FFC Francoforte |